# 珍妮·尼斯特罗姆
珍妮·尤金妮·尼斯特罗姆（瑞典語：Jenny Eugenia Nyström，1854年6月13日或15日—1946年1月17日）是一位瑞典画家和插畫家，出生於卡爾馬。她經常在众多圣诞卡和杂志封面上畫上瑞典的尼森小人形象，从而将瑞典版圣诞老人与斯堪的纳维亚民间传说中的地精和尼森小人联系起来。珍妮·尼斯特罗姆最終在斯德哥尔摩去世。